# 9K35 Strela-10
9K35 Strela-10 (rusky 9К35 «Стрела-10»; česky šíp) je v SSSR vyvinutý vysoce mobilní, vizuálně zaměřovaný, opticko/infračerveně naváděný protiletadlový raketový komplet. "9K35" je značení v rámci indexu GRAU a v kódu NATO je značen SA-13 "Gopher". Jde o nástupce systému 9K31 Strela-1.

## Vývoj
Vývoj systému Strela-10SV 9K37 byl zahájen 24. července 1969. Rozhodnutí o zahájení vývoje nového systému pro použití v nepříznivém počasí bylo přijato navzdory současnému vývoji hybridního systému 9K22 „Tunguska“ hlavně jako ekonomické opatření. Bylo také považováno za výhodné mít systém schopný rychlé reakce a odolnost vůči silnému vysokofrekvenčnímu rušení.

## Design
Strela-10 je umístěn na obrněném transportéru MT-LB, jenž systému poskytuje dobré jízdní vlastnosti. Technické prostředky kompletu tvoří zkušební stanice, technická ošetřovna, trenažér operátora, hmotnostní ekvivalent rakety, učebně výcviková raketa a kontrolní přístroj operátora. Vozidlo může být přepravováno po železnici i letecky.
Vozidlo obvykle převáží 8 raket, přičemž 4 se nachází v přepravním prostoru a 4 v odpalovacím zařízení.
Obrněnec pohání dieselový motor JaMS-238 V o výkonu 240 koní, který vozidlu umožňuje dojezd 500 km a maximální rychlost 61,5 km/h na souši a 6 km/h ve vodě.
Raketa 9M37 je poháněna motorem na tuhé pohonné látky a dovoluje raketě vyvinout rychlost až 2 Machy a zasáhnutí cíle letícího rychlostí až 1,25 M.

## Uživatelé

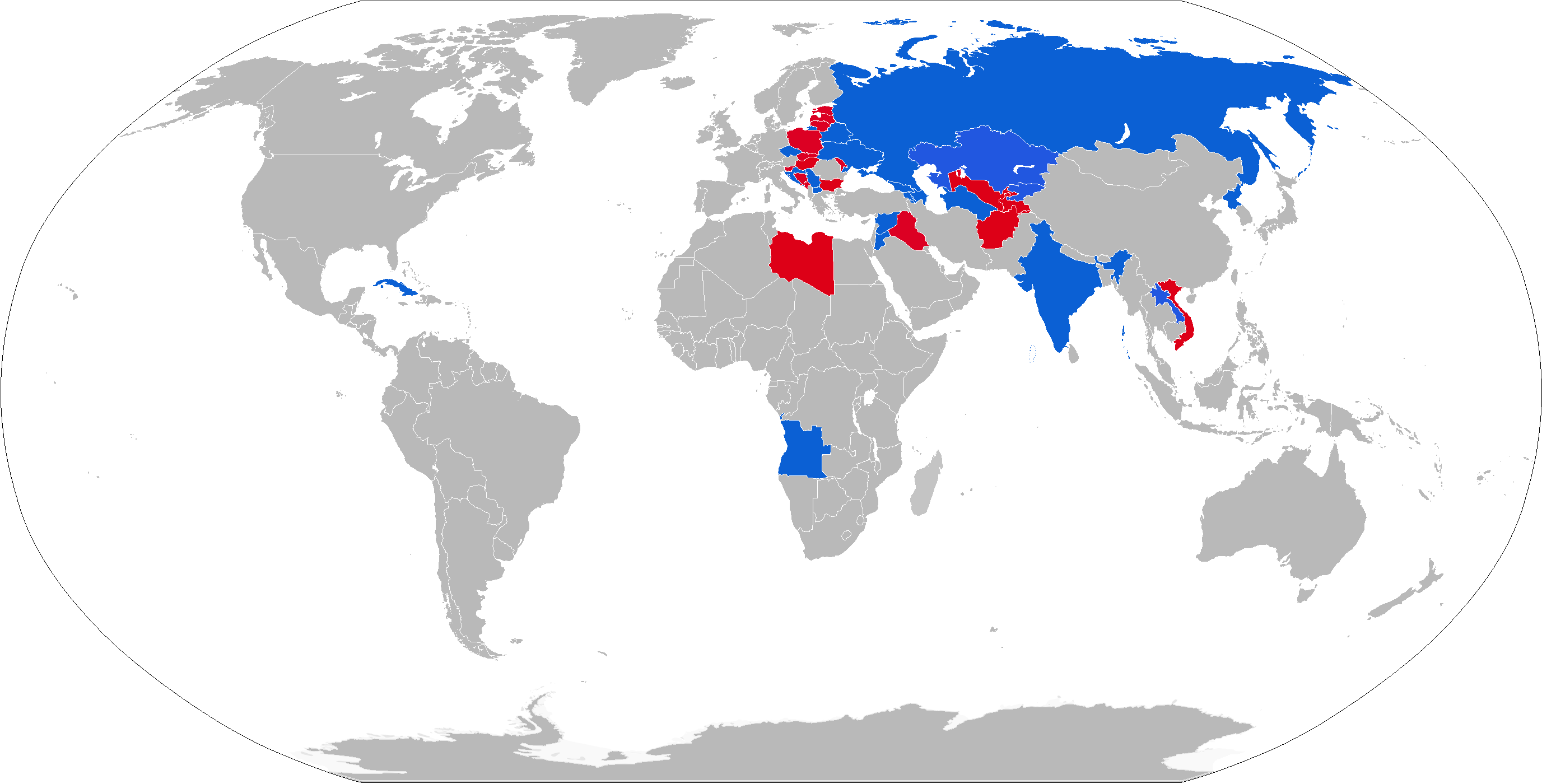
Mapa současných (modře) a bývalých (červeně) uživatelů Strela-10.

### Současní
- Afghánistán
- Angola
- Arménie
- Ázerbájdžán
- Bělorusko - 350
- Bulharsko - 20
- Gruzie
- Chorvatsko - 10
- Indie
- Jordánsko
- Kuba - 42
- Laos - ve službě od ledna 2019
- Libye
- Maďarsko
- Mongolsko
- Severní Korea
- Severní Makedonie - 21
- Rusko - 350
- Srbsko - 18
- Sýrie - 35
- Turkmenistán
- Ukrajina - 150
- Vietnam - 20

### Bývalí
- Česko - nahrazeny systémy RBS 70 NG
- Československo
- Irák
- Jugoslávie
- Polsko
- Slovensko
- Sovětský svaz

## Specifikace
- Hmotnost: 55 kg
- Délka: 2,2 m
- Průměr 0,12 m
- Rozpětí: 0,36 m
- Rychlost: 517 m/s
- Dosah: 10 000 m
- Dostup: 5 000 m